# Caremaskandalen
Caremaskandalen var en intensiv mediarapportering och samhällsdebatt från oktober 2011 till våren 2012 som hade Carema Cares verksamhet i fokus. 4 000 artiklar skrevs under tre månader och denna rapportering var grunden till både skriftliga frågor och interpellationer i riksdagen. Även kom flera ansvariga kommunpolitiker att uttala sig ifrågasättande om Carema.

## Bakgrund
Socialstyrelsen hade efter inspektioner 2009 och juli 2011 i rapporter pekat på behovet av att utbilda personalen bättre. 26 augusti 2011 fick Carema betala ett vite på 11,6 miljoner för att de inte följt avtalet om utbildning av personal samt lämnat felaktiga uppgifter om bemanningen på äldreboendet Koppargården. Tre Caremaanställda fick lämna bolaget.
Den direkta starten på rapporteringen var ett mail till ansvariga på Hässelby-Vällingby stadsdelsförvaltning den 19 september 2011 från medicinskt ansvarig på äldreboendet Koppargården. I mejlet har hon vidarebefordrat ett uttalande från läkarbolaget Trygg Hälsas läkare som skrivit att hon inte längre anser sig kunna garantera den medicinska säkerheten för patienterna.
Vad som inte framkom av mejlet är att det då redan pågått en konflikt mellan Trygg Hälsa och Carema angående samarbetet mellan läkaren och personalen på Koppargården. Sjuksköterskor anställda av Carema hade under två års tid framfört kritik mot Trygg Hälsas läkare, vilket fick fackförbundet Vårdförbundet att agera och larma om allvaret vid två tillfällen. Till slut drevs frågan till Arbetsmiljöverket. Arbetsmiljöverket bekräftade konflikten, men vidtog inga tvingande åtgärder. Efter en inspektion av Koppargården krävde Arbetsmiljöverket att Carema skulle ta fram rutiner för att fånga upp ohälsosam stress.

## Rapporteringen
Från 11 oktober 2011 publicerade Dagens Nyheter ett flertal artiklar först om missförhållanden på Koppargården och sedan om andra äldreboenden i Carema Cares regi. SVT Dokument Inifrån tog sedan upp de bonusar Caremachefer fått baserat på de besparingar de genomfört. Även Caremas finansiella upplägg kom att granskas.
Dokument inifrån "Vi gav dom vår pappa" skapad av Erik Palm vann sen både guldspaden 2011 i riks-TV och Kristallen 2012 som "Årets granskning". DN:s reportrar fick Juryns särskilda pris med motiveringen ”För en serie avslöjanden av missförhållanden inom vårdkoncernen Carema som ledde till omfattande granskningar även i andra medier”.

## Kritik gällande rapporteringen
Denna mediarapportering har sedan i sig blivit undersökt, främst i artikelserier i Dagens Samhälle, i Vårdförbundets tidning Vårdfokus och i en bok från Timbro. Ur dessa undersökande reportage framhölls att Dagens Nyheters rapportering varit förknippad med ett flertal brister såsom att inte nämna att kvaliteten höjdes efter Caremas inträde och att inte låta sjuksköterskorna som arbetade på Koppargården komma till tals. Rapporteringen har även kritiserats för att endast förmedla läkarföretagets Trygg Hälsas ståndpunkter, trots att det fanns en konflikt mellan Trygg Hälsa och Carema sedan flera år. Någon anmälan till Pressombudsmannen eller Granskningsnämnden skedde dock inte och det har därför inte gjorts någon prövning av kritiken.

## Effekter av rapporteringen
Effekterna dessa rapporteringar blev att flera av Caremas vårdavtal till 2012 sades upp, dock oklart hur många som berott på den negativa rapporteringen i sig. Carema rapporterade också en vikande rörelsemarginal för första halvåret 2012 jämfört med 2011, även här dock oklart om detta är en direkt eller indirekt effekt av rapporteringen. I kölvattnet av rapporteringen fick Carema kompensera Vänersborg med 2,5 miljoner och även Vellinge kommun för avtalsbrott gällande bemanning. 
Vårdbolaget, vars varumärke (och namn) skadades av rapporteringen, bytte i april 2013 namn till Vardaga.